# Kazakhstan aux Jeux asiatiques d'hiver de 2011
Le Kazakhstan est le pays hôte des VIIe Jeux asiatiques d'hiver, qui se sont déroulés du 30 janvier au 6 février 2011 dans les villes d'Almaty et d'Astana. C'est la première fois de son histoire qu'il organise les Jeux asiatiques d'hiver. La délégation du Kazakhstan compte 169 athlètes, concourant dans 11 disciplines sportives différentes. Avec un total de 70 médailles remportées, dont 32 médailles d'or, 21 médailles d'argent et 17 médailles de bronze, le Kazakhstan termine en tête du tableau des médailles de ces Jeux.

## Engagés par sport

### Hockey sur glace
Le Kazakhstan a présenté une équipe de hockey sur glace masculine en division élite et une équipe féminine. Les deux équipes remportent la médaille d'or dans leur division respective. Il s'agit de la troisième médaille d'or en hockey sur glace aux Jeux asiatiques d'hiver tant pour l'équipe de hockey masculine que pour l'équipe féminine. 
| Hommes Gardiens : - Vitali Ieremeïev (Barys Astana) - Vitali Kolesnik (Salavat Ioulaïev Oufa) - Alekseï Kouznetsov (Avangard Omsk) Défenseurs : - Ievgueni Blokhin (Iougra Khanty-Mansiïsk) - Ievgueni Fadeïev (Barys Astana) - Alekseï Koledaïev (Metallourg Novokouznetsk) - Alekseï Litvinenko (Vitiaz Tchekhov) - Vitali Novopachine (Barys Astana) - Roman Savtchenko (Barys Astana) - Maksim Semionov (Atlant Mytichtchi) - Alekseï Vassiltchenko (Barys Astana) Ailiers : - Maksim Belyayev (Kazzinc-Torpedo Oust-Kamenogorsk) - Evgeni Bumagin (Barys Astana) - Dmitri Dudarev (Metallourg Novokouznetsk) - Andreï Gavriline (Barys Astana) - Talgat Jaïlaouov (Barys Astana) - Maxim Khudyakov (Barys Astana) - Vadim Krasnoslobodtsev (Barys Astana) - Dmitri Oupper (Atlant Mytichtchi) - Fedor Polischuk (Barys Astana) - Ivan Poloshkov - Ievgueni Rymarev (Barys Astana) - Roman Startchenko (Barys Astana) | Femmes Gardiens : - Anna Kossenko (Aisulu Almaty) - Darya Obydennova (Aisulu Almaty) - Aizhan Ravshandua (Aisulu Almaty) Défenseurs : Ailiers : · |